# Underworld USA (trilogie)
Underworld USA est le nom de la trilogie de romans écrite par l'auteur américain James Ellroy.
Composée de American Tabloïd (sorti en 1995), qui raconte l'ascension et la mort de John Fitzgerald Kennedy ainsi que de American Death Trip (sorti en 2001 et dont le titre originel est The Cold Six Thousand), la trilogie se termine en 2009 aux États-Unis avec la parution du troisième tome Underworld USA chez l'éditeur Alfred A. Knopf. En France, ce troisième volume, qui prend finalement pour titre le nom de la trilogie Underworld USA, est sorti en janvier 2010. Malgré ce choix des éditeurs, de nombreux lecteurs soulignent la nécessité d'avoir lu les deux premiers tomes avant de commencer sa lecture. En novembre 2008, le magazine Playboy (édition américaine), publie les 10 000 premiers mots du roman. 